# Artur Górski
Vista da sepultura.
Artur Cezary Górski (Warsaw; 30 de janeiro de 1970 — 1 de abril de 2016) é um político da Polónia. Ele foi eleito para a Sejm em 25 de setembro de 2005 com 2850 votos em 19 no distrito de Warsaw, candidato pelas listas do partido Prawo i Sprawiedliwość.